# روش ارزش ویژه
روش ارزش ویژه، (به انگلیسی: Equity method) یک روش حسابداری است، که براساس آن سرمایه‌گذاری در تاریخ تحصیل، به بهای‌تمام‌شده ثبت می‌شود و پس از آن، بابت تغییر در سهم واحد سرمایه‌گذار از خالص دارایی‌های واحد سرمایه‌پذیر، پس از تاریخ تحصیل، تعدیل می‌شود. سهم واحد سرمایه‌گذار از نتایج عملکرد واحد سرمایه‌پذیر، در صورت سود و زیان، منعکس می‌شود.